# Rugby Europe Championship 2019
El Rugby Europe Championship de 2019 es la principal competición de rugby en Europa después del Torneo de las Seis Naciones. Esta es la tercera temporada bajo el nuevo formato. Georgia, Alemania, Rusia, España y Bélgica competirán por el título. Después de la controversia de elegibilidad del Rugby Europe Championship 2018, Rumanía se tendrá que enfrentar contra Portugal como ganador del Rugby Europe Trophy 2017-18 en el play-off de Ascenso/Descenso 2018. Finalmente, Rumanía formará parte del Rugby Europe Championship 2019 tras imponerse por 36-6 a Portugal.

## Clasificación[1]
| Pos. | Nación   | Partidos | Partidos | Partidos  | Partidos | Partidos | Tantos  | Tantos    | Tantos | Ensayos | Ensayos   | Ensayos | Puntos |
| Pos. | Nación   | Jugados  | Ganados  | Empatados | Perdidos | Bonus    | A favor | En contra | Dif    | A favor | En contra | Dif     | Puntos |
| ---- | -------- | -------- | -------- | --------- | -------- | -------- | ------- | --------- | ------ | ------- | --------- | ------- | ------ |
| 1    | Georgia  | 5        | 5        | 0         | 0        | 3+1*     | 162     | 34        | 128    | 25      | 2         | 23      | 24     |
| 2    | España   | 5        | 4        | 0         | 1        | 2        | 127     | 75        | 52     | 18      | 9         | 9       | 18     |
| 3    | Rumania  | 5        | 3        | 0         | 2        | 3        | 130     | 86        | 44     | 14      | 12        | 2       | 15     |
| 4    | Rusia    | 5        | 2        | 0         | 3        | 3        | 130     | 85        | 45     | 20      | 8         | 12      | 11     |
| 5    | Bélgica  | 5        | 1        | 0         | 4        | 0        | 68      | 222       | -154   | 8       | 33        | -25     | 4      |
| 6    | Alemania | 5        | 0        | 0         | 5        | 1        | 63      | 178       | -115   | 7       | 28        | -21     | 1      |

Nota: Se otorgan 4 puntos por victoria, 2 por empate y 0 por derrota.
Puntos Bonus: 1 punto por convertir, al menos, 3 ensayos más que el rival en un partido (BO) y 1 al equipo que pierda por 7 o menos puntos de diferencia (BD).
* 1 Punto Bonus extra al ganador del Grand Slam.

## Partidos

### Jornada 1
| 9 de febrero de 2019, 14:00 EET (UTC+2) | Rumania                                                                                               | 9 – 18  | Georgia | Cluj Arena, Cluj                                         |                                                          |
|                                         | Penalties (3): · (3/3) Florin Vlaicu 8', 24', 72' · Tarjeta (1): · Valentin Calafeteanu 45' hasta 55' | Reporte | Try (1): 64' Beka Gorgadze Conversión (0): Tedo Abzhandadze (0/1) Penalty Try (1): 45' Penalties (2): 36', 80+2' Tedo Abzhandadze (2/3) | Asistencia: 1500 espectadores Árbitro(s): Sean Gallagher | Asistencia: 1500 espectadores Árbitro(s): Sean Gallagher |

| 9 de febrero de 2019, 15:00 CET (UTC+1) | Bélgica | 29 – 22 | Alemania (1 BD) | Estadio Rey Balduino – Anexo 2, Bruselas                 |                                                          |
|                                         | · Tries (3): · Maxime Jadot 40+3' · Thomas Dienst 72' · Gillian Benoy 80+2' · Conversiones (0): · (0/2) Vincent Hart · (0/1) Isaac Montoisy · Penalty Tries (2): · 11', 55' · Penalties (0): · (0/2) Vincent Hart · Tarjeta (1): · Lucas Sotteau 76' hasta final' | Reporte | Suma punto bonus defensivo · Tries (3): · 6' Sammy Manuel Füchsel · 59', 77' Jacobus Otto · Conversiones (2): · 7', 60' Raynor Parkinson (2/3) · Penalty (1): · 62' Raynor Parkinson (1/1) · Tarjeta (1): · Marcel Andre Henn 70' hasta 80' | Asistencia: 4000 espectadores Árbitro(s): Shota Tevzadze | Asistencia: 4000 espectadores Árbitro(s): Shota Tevzadze |

| 10 de febrero de 2019, 12:45 CET (UTC+1) | España | 16 – 14 | Rusia (1 BD) | Estadio Nacional Complutense, Madrid                  |                                                       |
| | Try (1): Beñat Auzqui 18' Conversión (1): (1/1) Andrea Rábago 19' Penalties (3): (3/3) Andrea Rábago 52', 62', 67' | Reporte | Suma punto bonus defensivo · Tries (2): · 22', 36' Vladimir Ostroushko · Conversiones (2): · 23', 37' Yurii Kushnarev (2/2) · Tarjeta (1): · Tagir Gadzhiev 16' hasta 26' | Asistencia: 5800 espectadores Árbitro(s): Joy Neville | Asistencia: 5800 espectadores Árbitro(s): Joy Neville |
| -Debut de Andrew Norton, Michael Hogg y Guillermo Domínguez con el XV del León. -Joy Neville se convirtió en la primera mujer de la historia en arbitrar un partido en el Seis Naciones B. | |         | |                                                       |                                                       |

### Jornada 2
| 16 de febrero de 2019, 14:00 MSK (UTC+3) | (1 BO) Rusia | 64 – 7  | Bélgica | Estadio Central de Sochi, Sochi                           |                                                           |
|                                          | Suma punto bonus ofensivo · Tries (10): · Dmitrii Gerasimov 13', 43' · Tagir Gadzhiev 16' · Andrei Polivalov 21' · German Davydov 25', 66' · Viktor Kononov 33' · Vasily Artemyev 49' · Vladimir Ostroushko 52' · Nikita Vavilin 74' · Conversiones (7): · (6/8) Yurii Kushnarev 14', 17', 22', 26', 44', 53' · (1/2) Sergei Ianiushkin 75' · Tarjetas (2): · Evgenii Matveev 62' hasta 72' · Vladimir Ostroushko 79' hasta final' | Reporte | · Try (1): · 40+2' Isaac Montoisy · Conversión (1): · 40+3' Louis De Moffarts (1/1) · Tarjetas (2): · Lucas Sotteau 10' hasta 20' · Louis Debatty 66' hasta 76' | Asistencia: 3000 espectadores Árbitro(s): Cristian Serban | Asistencia: 3000 espectadores Árbitro(s): Cristian Serban |

| 16 de febrero de 2019, 14:00 EET (UTC+2) | (1 BO) Rumania | 38 – 10 | Alemania | Estadio Municipal de Botoșani, Botoșani                   |                                                           |
|                                          | Suma punto bonus ofensivo Tries (6): Ionut Dumitru 7' Ionel Melinte 15' Johannes van Heerden 32' Florin Surugiu 55' Vladut Popa 59' Daniel Plai 79' Conversiones (4): (4/6) Florin Vlaicu 8', 56', 60', 80' | Reporte | · Try (1): · 65' Julias Marcel Nostadt · Conversión (1): · 66' Nilkolai Kar Klewinghaus (1/1) · Penalty (1): · 18' Nilkolai Kar Klewinghaus (1/1) · Tarjetas (2): · Matthias Schösser 48' hasta 58' · Kurt Stanley Haupt 54' hasta 64' | Asistencia: n.a. espectadores Árbitro(s): Nika Amashukeli | Asistencia: n.a. espectadores Árbitro(s): Nika Amashukeli |

| 17 de febrero de 2019, 18:00 GET (UTC+4) | Georgia | 24 – 10 | España | Avchala Stadium, Tiflis                                     |                                                             |
| | Tries (4): Davit Gigauri 14' Levan Chilachava 30' Vasil Lobzhanidze 65' Grigor Kerdikoshvili 70' Conversiones (2): (2/4) Tedo Abzhandadze 15', 71' Penalty (0): (0/1) Tedo Abzhandadze | Reporte | Tries (2): · 23' Stephen Barnes · 80' Oier Goia · Conversiones (0): · Andrea Rábago (0/2) · Tarjetas (2): · Stephen Barnes 52' hasta 62' · Julen Goia 57' hasta 67' | Asistencia: 3000 espectadores Árbitro(s): Christophe Ridley | Asistencia: 3000 espectadores Árbitro(s): Christophe Ridley |
| -Debut de Joaquín Domínguez con el XV del León. -Partido disputado en condiciones de viento muy fuerte que dificultó ciertas acciones del juego. -Al término del Rugby Europe Championship 2019, España se convertiría en la única selección capaz de hacerle algún ensayo a la potente selección de Georgia en esta edición. | |         | |                                                             |                                                             |

### Jornada 3
| 2 de marzo de 2019, 15:00 CET (UTC+1) | Alemania | 18 – 26 | Rusia | Parque deportivo Fritz Grunebaum, Heidelberg            |                                                         |
|                                       | Tries (2): Marcel Saaymar Coetzee 60' Felix Georg Lammers 72' Conversión (1): (1/2) Christopher Hilsenbeck 73' Penalties (2): (2/3) Christopher Hilsenbeck 20', 33' | Reporte | Tries (4): 8' German Davydov 28' Tagir Gadzhiev 44' Evgenii Matveev 50' Anton Sychev Conversiones (3): 29', 45', 51' Yurii Kushnarev (3/4) | Asistencia: 2100 espectadores Árbitro(s): Ludovic Cayre | Asistencia: 2100 espectadores Árbitro(s): Ludovic Cayre |

| 2 de marzo de 2019, 16:00 CET (UTC+1) | Bélgica                                         | 6 – 46  | Georgia (1 BO) | Estadio Rey Balduino – Anexo 2, Bruselas            |                                                     |
|                                       | Penalties (2): (2/2) Louis De Moffarts 36', 45' | Reporte | Suma punto bonus ofensivo Tries (8): 11' Guram Gogichashvili 22' Giorgi Nemsadze 26', 65' Giorgi Tsutskiridze 33' Mirian Modebadze 62' Zurabi Dzneladze 73' Gela Aprasidze 80+4' Giorgi Tkhilaishvili Conversiones (3): 23' Ioseb Matiashvili (1/4) 63', 80+5' Gela Aprasidze (2/4) | Asistencia: 2000 espectadores Árbitro(s): Ben Blain | Asistencia: 2000 espectadores Árbitro(s): Ben Blain |

| 3 de marzo de 2019, 12:45 CET (UTC+1) | España | 21 – 18 | Rumania (1 BD) | Estadio Nacional Complutense, Madrid                 |                                                      |
| | · Tries (3): · Fernando López 27' · Álvar Gimeno 45' · Lucas Guillaume 65' · Conversiones (3): · (3/3) Brad Linklater 28', 46', 66' · Penalties (0): · (0/2) Brad Linklater · Tarjeta (1): · Xerom Civil 55' hasta 65' | Reporte | Suma punto bonus defensivo · Tries (2): · 7' Ionut Dumitru · 69' Vladut Zaharia · Conversión (1): · 8' Florin Vlaicu (1/1) · Daniel Plai (0/1) · Penalties (2): · 1', 17' Florin Vlaicu (2/3) · Tarjetas (2): · Florin Surugiu 39' hasta 49' · Johannes van Heerden 52' hasta 62' | Asistencia: 6900 espectadores Árbitro(s): Adam Jones | Asistencia: 6900 espectadores Árbitro(s): Adam Jones |
| -Debut de Hugo Alonso y Kerman Aurrekoetxea con el XV del León. -Cuarta victoria para España en 36 enfrentamientos contra Rumanía (1992, 2012, 2018 y 2019). -Primera vez que España gana dos veces seguidas a Rumanía. -Primera vez que los leones adelantan a los robles en la clasificación mundial. | |         | |                                                      |                                                      |

### Jornada 4
| 9 de marzo de 2019, 14:00 EET (UTC+2) | Rumania                                                                                           | 22 – 20 | Rusia (1 BD) | Estadio Municipal de Botoșani, Botoșani                   |                                                           |
|                                       | Penalty Try (1): 29' Penalties (5): (3/3) Florin Vlaicu 3', 21', 37' (2/2) Ionel Melinte 53', 74' | Reporte | Suma punto bonus defensivo · Tries (4): · 9' Vasily Artemyev · 45' Stanislav Selskii · 61' Nikita Vavilin · 80+2' Tagir Gadzhiev · Conversiones (0): · Yurii Kushnarev (0/3) · Ramil Gaisin (0/1) · Tarjetas (2): · German Davydov 22' hasta 32' · Stanislav Selskii 29' hasta 39' | Asistencia: 1200 espectadores Árbitro(s): Thomas Charabas | Asistencia: 1200 espectadores Árbitro(s): Thomas Charabas |

| 10 de marzo de 2019, 12:45 CET (UTC+1) | (1 BO) España | 47 – 9  | Bélgica | Estadio Nacional Complutense, Madrid                    |                                                         |
| | Suma punto bonus ofensivo · Tries (7): · Lucas Guillaume 3' · Guillaume Rouet 18' · Álvar Gimeno 29' · Brad Linklater 36' · Julen Goia 46' · Michael Walker-Fitton 67' · Jordi Jorba 75' · Conversiones (6): · (6/7) Brad Linklater 4', 30', 37', 47', 68', 76' · Tarjeta (1): · Guillaume Rouet 61' hasta 71' | Reporte | · Penalties (3): · 8', 23', 40' Louis De Moffarts (3/4) · Tarjetas (2): · Mathieu Verschelden 1' hasta 11' · William Van Bost 33' hasta 43' | Asistencia: 8100 espectadores Árbitro(s): Marius Mitrea | Asistencia: 8100 espectadores Árbitro(s): Marius Mitrea |
| -Debut de David Mélé con el XV del León. -Sebastien Rouet, que volvía a jugar después de la sanción que le acarreó los altercados finales del partido Bélgica-España disputado el año pasado en Little Heysel, disputó su último partido con el XV del León y se marchó ovacionado (y visiblemente emocionado) por el público que presenciaba el encuentro. -España no acababa un partido (amistoso u oficial) con menos de 10 puntos encajados desde el 18 de marzo de 2017 en un partido del Seis Naciones B 2017 disputado precisamente frente a Bélgica y en este mismo escenario (aquella vez, los leones se impondrían por 30-0). -Sexta victoria consecutiva para España en el Seis Naciones B en partidos disputados en territorio español. -La última vez que España perdió un partido disputado en casa en el Seis Naciones B fue frente a Georgia un 4 de marzo de 2017 perteneciente al Seis Naciones B 2017 (aquel partido se jugó en el Estadio Municipal de Medina del Campo en Medina del Campo, Valladolid y los leones cayeron derrotados por 10-20). -La anterior (y única superior a 3 consecutivos) mejor racha de partidos consecutivos ganando en casa en el Seis Naciones B fue entre el 26 de febrero de 2011 y el 17 de marzo de 2012 con 4 victorias seguidas frente a Ucrania, Portugal, Georgia y Rumanía en el Seis Naciones B 2010-12. -Octava victoria consecutiva en partido oficial en el Estadio Nacional Complutense de Madrid para el XV del León. -La última vez que España perdió en el Estadio Nacional Complutense en partido oficial fue el 13 de febrero de 2016 ante Rumanía. -El partido se dio por concluido un minuto antes de cumplirse los 80 reglamentarios debido a una lesión grave de Maxime Ghion que tuvo el partido parado varios minutos hasta que fue retirado del campo en camilla (a través de un pasillo de aplausos improvisado por ambos equipos y el aplauso general del público allí presente) y el árbitro pudo indicar el final del encuentro, después de hablarlo con los capitanes de ambos conjuntos. | |         | |                                                         |                                                         |

| 10 de marzo de 2019, 16:00 GET (UTC+4) | (1 BO) Georgia | 52 – 3  | Alemania                                                                                              | AIA Arena, Kutaisi                                    |                                                       |
|                                        | Suma punto bonus ofensivo · Tries (8): · Mirian Modebadze 1', 54', 59' · Lasha Khmaladze 3' · Shalva Mamukashvili 22' · Lasha Malaguradze 45' · Vasil Lobzhanidze 62' · Merab Sharikadze 76' · Conversiones (6): · (5/6) Gela Aprasidze 2', 4', 23', 46', 55' · (1/2) Ioseb Matiashvili 63' · Tarjeta (1): · Zurabi Zhvania 29' hasta 39' | Reporte | · Penalty (1): · 7' Christopher Hilsenbeck (1/1) · Tarjeta (1): · Julias Marcel Nostadt 53' hasta 63' | Asistencia: 6000 espectadores Árbitro(s): Keith Allen | Asistencia: 6000 espectadores Árbitro(s): Keith Allen |

### Jornada 5
| 17 de marzo de 2019, 15:00 MSK (UTC+3) | Rusia | 6 – 22  | Georgia (1 BO) | Estadio Kubán, Krasnodar                            |                                                     |
| |       | Reporte |                | Asistencia: 5850 espectadores Árbitro(s): Tom Foley | Asistencia: 5850 espectadores Árbitro(s): Tom Foley |
| -Partido 100 de Georgia en el Seis Naciones B desde el año 2000, logrando hoy su victoria número 83 en este periodo. -Georgia logra su undécimo trofeo de campeón del Rugby Europe International Championships y supera a Rumanía en el palmarés histórico de la competición. |       |         |                |                                                     |                                                     |

| 17 de marzo de 2019, 13:00 CET (UTC+1) | Alemania | 10 – 33 | España (1 BO) | Sportpark Höhenberg, Colonia                            |                                                         |
| | Try (1): Jacobus Otto 79' Conversión (1): (1/1) Nikolai Karl Klewinghaus 80' Penalties (1): (1/1) Nikolai Karl Klewinghaus 15' | Reporte | Suma punto bonus ofensivo Tries (5): 10' Xerom Civil 20' Andrew Norton 47' Manu Mora 59' Michael Walker-Fitton 66' Lucas Guillaume Conversiones (4): 11', 48', 60', 67' Andrea Rábago (4/5) | Asistencia: 2200 espectadores Árbitro(s): Andrea Piardi | Asistencia: 2200 espectadores Árbitro(s): Andrea Piardi |
| -Debut de Thierry Futeu, Diego Carvajales, Ien Ascroft-Leigh y Juan Pablo Guido con el XV del León. -La Selección de rugby de España iguala su mejor posición en el Seis Naciones B, el subcampeonato, al igual que el conseguido en la edición 2012. -Asimismo, los leones baten el récord de puntos en una edición (anual) del Seis Naciones B con 18 puntos en la clasificación. El récord estaba en 16 puntos, cosechados durante la temporada 2012. -Primera vez que los leones ganan 4 partidos en una edición (anual) del Seis Naciones B. -Tercer partido consecutivo ganado por los leones en el Seis Naciones B. En la primera jornada del Rugby Europe Championship 2020 tendrán la oportunidad de igualar la mejor racha de su historia. -La única vez que España ganó 4 partidos seguidos en el Seis Naciones B fue entre el 11 de marzo de 2017 y el 18 de febrero de 2018, cuando fueron derrotadas consecutivamente las selecciones de Alemania, Bélgica, Rusia y Rumanía perteneciente los dos primeros partidos a Rugby Europe Championship 2017 y los dos últimos a Rugby Europe Championship 2018. | |         | |                                                         |                                                         |

| 17 de marzo de 2019, 13:00 CET (UTC+1)                                                                              | Bélgica | 17 – 43 | Rumania (1 BO) | Estadio Rey Balduino – Anexo 2, Bruselas              |                                                       |
| |         | Reporte |                | Asistencia: 3000 espectadores Árbitro(s): Craig Evans | Asistencia: 3000 espectadores Árbitro(s): Craig Evans |
| Partido 100 de Rumanía en el Seis Naciones B desde el año 2000, logrando hoy su victoria número 72 en este periodo. |         |         |                |                                                       |                                                       |

## Play-off Ascenso/Descenso
| 15 de junio de 2019, 14:00 CET | Alemania | 32 – 37 | Portugal | Sportanlage an der Feldgerichtstrasse, Frankfurt        |                                                         |
|                                |          | Reporte |          | Asistencia: 800 espectadores Árbitro(s): Sean Gallagher | Asistencia: 800 espectadores Árbitro(s): Sean Gallagher |

## Asistencias (2018-2019)

### Top 5
|   | Jornada | Local   | Visitante | Asistencia | Estadio                      | Capacidad | Fuente                                                 |
| - | ------- | ------- | --------- | ---------- | ---------------------------- | --------- | ------------------------------------------------------ |
| 1 | 4       | España  | Bélgica   | 8100       | Estadio Nacional Complutense | 15800     | Archivado el 7 de abril de 2019 en Wayback Machine.    |
| 2 | 3       | España  | Rumania   | 6900       | Estadio Nacional Complutense | 15800     | Archivado el 6 de marzo de 2019 en Wayback Machine.    |
| 3 | 4       | Georgia | Alemania  | 6000       | AIA Arena                    | 4860      |                                                        |
| 4 | 5       | Rusia   | Georgia   | 5850       | Estadio Kubán                | 35200     | Archivado el 7 de abril de 2019 en Wayback Machine.    |
| 5 | 1       | España  | Rusia     | 5800       | Estadio Nacional Complutense | 15800     | Archivado el 12 de febrero de 2019 en Wayback Machine. |

### Asistencia media en casa
| Pos. | Equipo   | PJ | Total | Mayor | Menor | Media |
| ---- | -------- | -- | ----- | ----- | ----- | ----- |
| 1    | España   | 3  | 20800 | 8100  | 5800  | 6933  |
| 2    | Georgia  | 2  | 9000  | 6000  | 3000  | 4500  |
| 3    | Rusia    | 2  | 8850  | 5850  | 3000  | 4425  |
| 4    | Bélgica  | 3  | 9000  | 4000  | 2000  | 3000  |
| 5    | Alemania | 2  | 4300  | 2200  | 2100  | 2150  |
| 6    | Rumania  | 2* | 2700  | 1500  | 1200  | 1350  |

[*] Rumanía jugó 3 partidos en casa en todo el campeonato pero de uno de ellos no se tienen datos de asistencia.

## Premios especiales
- Grand Slam:  Georgia
- Trofeo de las Dos Iberias:  Georgia (24-10)
- Tesoro de los Lipovanos:  Rumania (22-20)
- Copa Antim:  Georgia (9-18)
- Oro de Moscú:  España (16-14)
- Columna de Trajano:  España (21-18)

## Estadísticas

### Máximos anotadores
- Actualizado a la Jornada 4.

| Pos | Nombre                 | Equipo   | Pts | %     |
| --- | ---------------------- | -------- | --- | ----- |
| 1   | Florin Vlaicu          | Rumania  | 34  | 39.08 |
| 2   | Brad Linklater         | España   | 23  | 24.46 |
| 3   | Yurii Kushnarev        | Rusia    | 22  | 17.74 |
| 4   | Mirian Modebadze       | Georgia  | 20  | 14.28 |
| 5   | Gela Aprasidze         | Georgia  | 19  | 13.57 |
| 6   | Vladimir Ostroushko    | Rusia    | 15  | 12.09 |
| 7   | German Davydov         | Rusia    | 15  | 12.09 |
| 8   | Tagir Gadzhiev         | Rusia    | 15  | 12.09 |
| 9   | Christopher Hilsenbeck | Alemania | 11  | 20.75 |
| 10  | Andrea Rábago          | España   | 11  | 11.70 |

| Pos | Nombre              | Equipo  | Tries | %     | Puntos |
| --- | ------------------- | ------- | ----- | ----- | ------ |
| 1   | Mirian Modebadze    | Georgia | 4     | 18.18 | 20     |
| 2   | Vladimir Ostroushko | Rusia   | 3     | 15    | 15     |
| 3   | German Davydov      | Rusia   | 3     | 15    | 15     |
| 4   | Tagir Gadzhiev      | Rusia   | 3     | 15    | 15     |
| T5  | 9 jugadores         |         | 2     |       | 10     |

| Pos | Equipo   | PT | %     | Puntos | Total |
| --- | -------- | -- | ----- | ------ | ----- |
| 1   | Bélgica  | 2  | 33.33 | 14     | 6     |
| 2   | Rumania  | 1  | 11.11 | 7      | 9     |
| 3   | Georgia  | 1  | 4.54  | 7      | 22    |
| 4   | Rusia    | 0  | 0     | 0      | 20    |
| 5   | España   | 0  | 0     | 0      | 13    |
| 6   | Alemania | 0  | 0     | 0      | 6     |

| Pos | Nombre                 | Equipo   | Convertidos | Total | %     | Puntos |
| --- | ---------------------- | -------- | ----------- | ----- | ----- | ------ |
| 1   | Florin Vlaicu          | Rumania  | 8           | 9     | 88.88 | 24     |
| 2   | Louis De Moffarts      | Bélgica  | 5           | 6     | 83.33 | 15     |
| 3   | Andrea Rábago          | España   | 3           | 3     | 100   | 9      |
| 4   | Christopher Hilsenbeck | Alemania | 3           | 4     | 75    | 9      |
| 5   | Tedo Abzhandadze       | Georgia  | 2           | 4     | 50    | 6      |
| 6   |                        | Rusia    | 0           | 0     | 0     | 0      |

| Pos | Nombre            | Equipo   | Convertidos | Total | %     | Puntos |
| --- | ----------------- | -------- | ----------- | ----- | ----- | ------ |
| 1   | Yurii Kushnarev   | Rusia    | 11          | 17    | 64.70 | 22     |
| 2   | Brad Linklater    | España   | 9           | 10    | 90    | 18     |
| 3   | Gela Aprasidze    | Georgia  | 7           | 10    | 70    | 14     |
| 4   | Florin Vlaicu     | Rumania  | 5           | 7     | 71.42 | 10     |
| 5   | Raynor Parkinson  | Alemania | 2           | 3     | 66.66 | 4      |
| 6   | Louis De Moffarts | Bélgica  | 1           | 1     | 100   | 2      |

| Pos | Nombre        | Equipo  | Tarjetas |
| --- | ------------- | ------- | -------- |
| 1   | Lucas Sotteau | Bélgica | 2        |
| T2  | 20 jugadores  |         | 1        |